# Zyzzyzus floridanus
Zyzzyzus floridanus is een hydroïdpoliep uit de familie Tubulariidae. De poliep komt uit het geslacht Zyzzyzus. Zyzzyzus floridanus werd in 1990 voor het eerst wetenschappelijk beschreven door Petersen. 